# Montuiri
Montuiri (în catalană și oficial Montuïri) este un oraș și o comună spaniolă din provincia și comunitatea autonomă a Insulelor Baleare. Este situat în regiunea Llano de Mallorca, pe insula Mallorca, și se învecinează cu comunele Algaida, Lluchmayor, Porreras, San Juan și Lloret de Vista Alegre. Nucleul urban este situat la nord de șoseaua "Palma-Manacor", care leagă acest oraș de Palma de Mallorca și Manacor. Satul a fost fondat ca sat regal în anul 1300, în conformitate cu carta regelui Jaime al II-lea de Mallorca.

## Geografie
Municipiul Montuiri reprezintă foarte bine peisajul tipic din Llano de Mallorca. Municipiul este acoperit de mici munți cu văi mici. În geografia fizică a municipiului se pot distinge două zone diferite:
- Prima ocupă terenurile de la nord și est de municipiu. Înălțimile aliniate la extremitatea nordică formează lanțul muntos Fonoi, inclusiv vârful Moltó, precum și proprietățile Son Company, Sabor și Son Toni Coll, continuând până la intrarea în districtul municipal Lloret de Vista Alegre. În partea de vest a comunei există o serie de dealuri formate de vârful San Miguel (239 m) și de terenuri neregulate (Ses Rotes, Son Comelles, Ses Rotes de Son Comelles, Es Coll de Sa Grava). Cealaltă zonă (centru, sud-vest și vest) este formată din trei părți. Prima este reprezentată de câmpiile care înconjoară satul, care sunt mai accidentate în partea de nord (Son Manera și Sa Torre) și, pe de altă parte, sunt mai joase în partea de sud a satului (Son Vanrell, So Na Moiana, Son Ripoll și Son Mut); se pare că multe dintre aceste terenuri au fost, în trecutul îndepărtat, mlaștini. Chiar în centrul comunei se află satul Montuiri, construit pe o movilă de 170 m înălțime. În cele din urmă, la capătul sudic al comunei, terenul se ridică (Son Palou și Alcoraia) până la vârful Tres Hitos (sau Puig de ses Tres Fites, 342 m), continuând aceste înălțimi până la comunele Lluchmayor și Algaida.

### Hidrosfera si biosfera
În prezent, comuna Montuiri este uscată, deși în trecut câmpiile din jurul satului erau zone umede. În prezent, aceste terenuri se umplu de apă doar în perioadele de precipitații abundente. Drenajul se realizează prin intermediul mai multor canale de irigații care duc apa la pârâul Pina. Acesta este singurul curs de apă neregulat important care traversează comuna, care își are originea în domeniul Alcoraia, se apropie de sat prin La Huerta del Puente (S'Hort d'es Pont) și intră în comuna Algaida prin Son Vanrells.
Flora Montuirera răspunde climatului mediteranean tipic acestei zone a Spaniei. În această zonă nu există suprafețe mari de păduri mediteraneene ( pini, stejari și arbuști ) și doar unele concentrații se găsesc în Es Rafal-Sa Mudaina, terenul accidentat din Ses Rotes și zona Sa Font Bosseta. Pe terenurile agricole se cultivă cereale și migdali, din moment ce podgoria a dispărut după ciuma filoxerei din secolul al XIX-lea. Se mai pune in evidenta si cultura smochinilor, caiselor si a unor pomi fructiferi irigati.
Din fauna acestui municipiu se remarcă două grupuri mari: păsările și mamiferele. Păsările care locuiesc în municipiu sunt cele comune întregii insule: rândunele, potârnichi și alte păsări migratoare. Mamiferele sunt și ele comune pe insulă: iepuri și rozătoare.

## Demografie
Municipiul are o suprafață de 41,13 km2. În 2022 avea o populație de 3.119 locuitori și o densitate de 75,83 locuitori/km 2.Format:Gráfica de evolución

## Economie

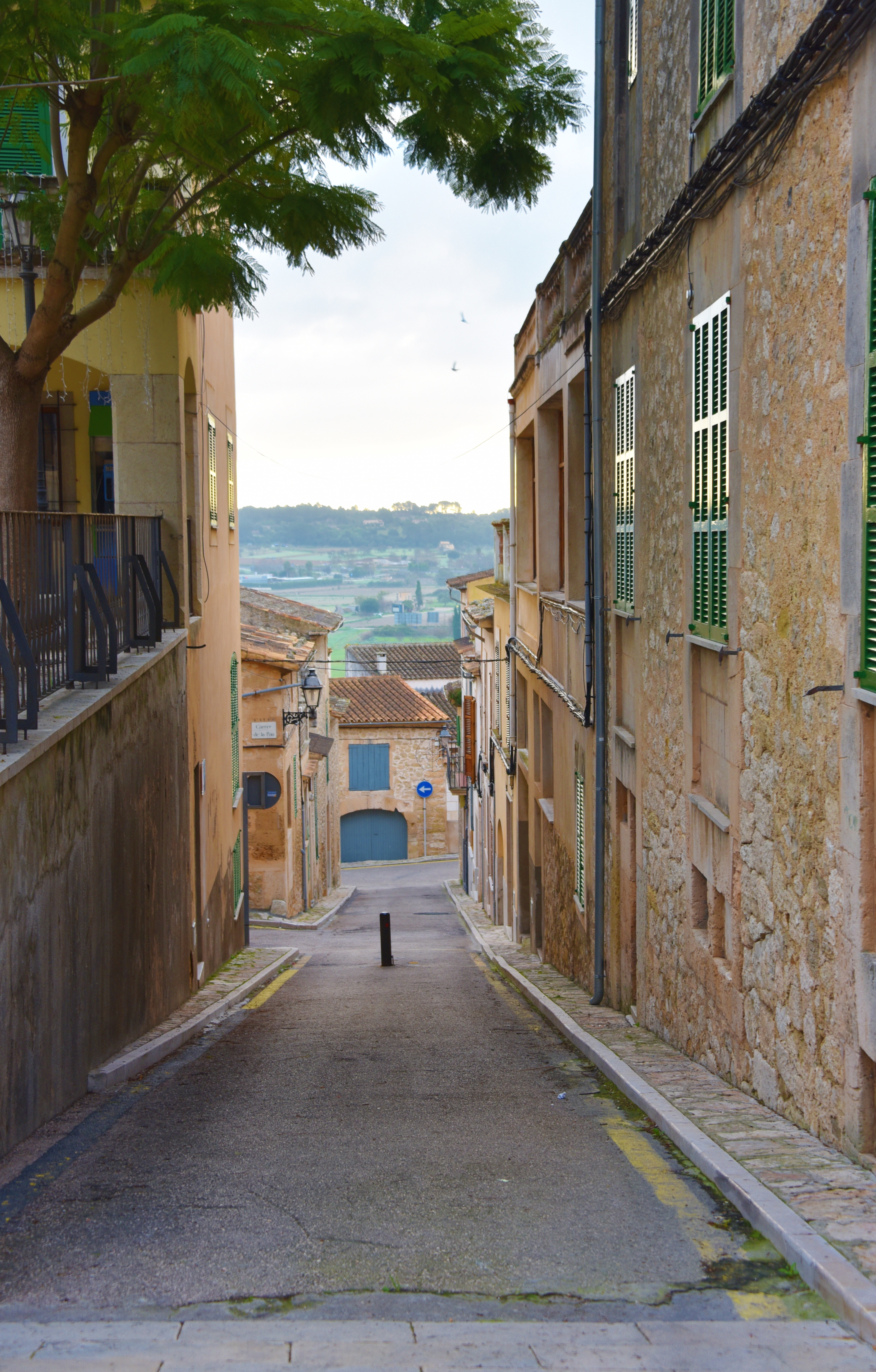
Centrul Montuiri.

Până în anii 60, Montuiri a fost un oraș agricol. Majoritatea populației lucra în sectorul primar și în alte activități care depindeau de acesta.
Odată cu explozia turistică din Mallorca, mediul rural a fost abandonat, iar populația a început să lucreze în sectorul serviciilor. În prezent în municipiu există două hoteluri rurale și un agroturism. O bună parte din populația Montuirera lucrează în Palma de Mallorca sau Manacor.

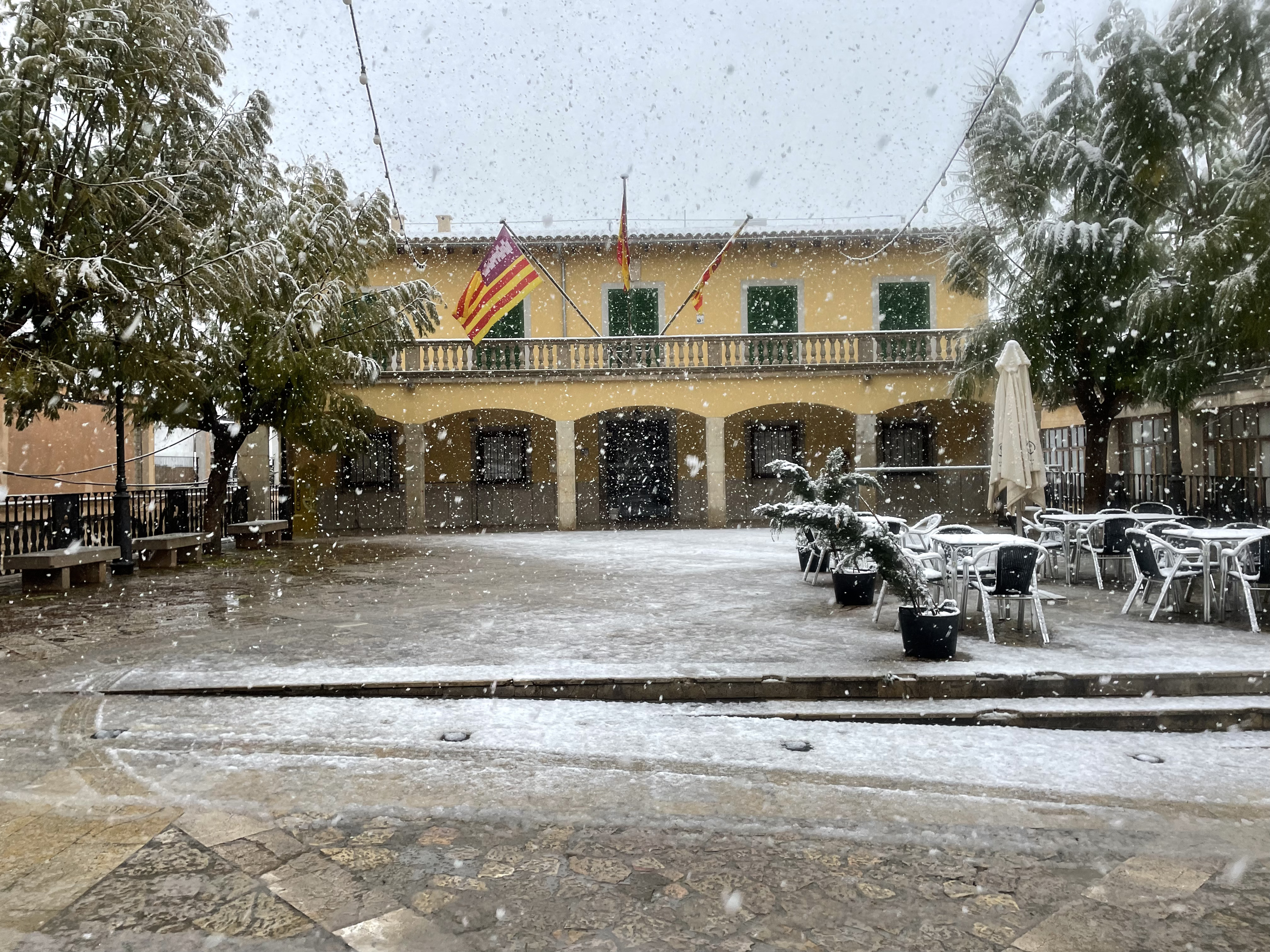
Montuiri Plaza Mayor acoperită de zăpadă

## Vezi si
- Montuiri Cossiers
- Biserica San Bartolome (Montuiri)
- Site-ul Son Fornés
- Crucea lui Son Rafel Mas
- Clubul Sportiv Montuiri
- Casadita de Montuiri